# Salem (Carolina del Sud)
Salem è un comune degli Stati Uniti d'America, situato in Carolina del Sud, nella Contea di Oconee.